# Guillermo Durán
Guillermo Durán (* 6. Juni 1988 in San Miguel de Tucumán) ist ein argentinischer Tennisspieler.

## Karriere
Guillermo Durán spielte zunächst  hauptsächlich auf der ATP Challenger Tour. Auf der Challenger Tour gewann er bis jetzt 15 Doppelturniere. Mit Pablo Carreño Busta gewann er 2016 in Quito seinen ersten Titel auf der ATP World Tour. In derselben Saison gewann er mit Máximo González das Turnier in Marrakesch. Im Juli 2017 sicherte er sich mit Andrés Molteni in Umag seinen dritten Titelgewinn. In der Doppel-Weltrangliste erreichte er mit Platz 48 im Mai 2016 seine bislang beste Position.

## Erfolge
| Legende (Anzahl der Siege)  |
| Grand Slam                  |
| ATP World Tour Finals       |
| ATP World Tour Masters 1000 |
| ATP World Tour 500          |
| ATP World Tour 250 (4)      |
| ATP Challenger Tour (41)    |

| ATP-Titel nach Belag |
| Hartplatz (0)        |
| Sand (4)             |
| Rasen (0)            |

### Doppel

#### Turniersiege

##### ATP World Tour
| Nr. | Datum           | Turnier    | Belag | Partner             | Finalgegner                                | Ergebnis          |
| --- | --------------- | ---------- | ----- | ------------------- | ------------------------------------------ | ----------------- |
| 1.  | 6. Februar 2016 | Quito      | Sand  | Pablo Carreño Busta | Thomaz Bellucci Marcelo Demoliner          | 7:5, 6:4          |
| 2.  | 9. April 2016   | Marrakesch | Sand  | Máximo González     | Marin Draganja Aisam-ul-Haq Qureshi        | 6:2, 3:6, [10:6]  |
| 3.  | 22. Juli 2017   | Umag       | Sand  | Andrés Molteni      | Marin Draganja Tomislav Draganja           | 6:3, 6:74, [10:6] |
| 4.  | 5. August 2017  | Kitzbühel  | Sand  | Pablo Cuevas        | Hans Podlipnik-Castillo Andrej Wassileuski | 6:4, 4:6, [12:10] |

##### ATP Challenger Tour
| Nr. | Datum              | Turnier           | Belag         | Partner               | Finalgegner                                    | Ergebnis            |
| --- | ------------------ | ----------------- | ------------- | --------------------- | ---------------------------------------------- | ------------------- |
| 1.  | 28. September 2013 | Porto Alegre (1)  | Sand          | Máximo González       | Víctor Estrella João Souza                     | 3:6, 6:1, [10:5]    |
| 2.  | 12. Oktober 2013   | San Juan          | Sand          | Máximo González       | Martín Alund Facundo Bagnis                    | 6:3, 6:0            |
| 3.  | 21. Juni 2014      | Mailand           | Sand          | Máximo González       | Jamie Cerretani Frank Moser                    | 6:3, 6:3            |
| 4.  | 5. Juli 2014       | Todi (1)          | Sand          | Máximo González       | Riccardo Ghedin Claudio Grassi                 | 6:1, 3:6, [10:7]    |
| 5.  | 27. September 2014 | Porto Alegre (2)  | Sand          | Guido Andreozzi       | Facundo Bagnis Diego Schwartzman               | 6:3, 6:3            |
| 6.  | 4. Oktober 2014    | Cali              | Sand          | Guido Andreozzi       | Alejandro González César Ramírez               | 6:3, 6:4            |
| 7.  | 31. Januar 2015    | Bucaramanga       | Sand          | Andrés Molteni        | Nicolás Barrientos Eduardo Struvay             | 7:5, 6:78, [10:0]   |
| 8.  | 5. April 2015      | San Luis Potosí   | Sand          | Horacio Zeballos      | Sergio Galdós Guido Pella                      | 7:64, 6:4           |
| 9.  | 26. April 2015     | Savannah          | Sand          | Horacio Zeballos      | Dennis Novikov Julio Peralta                   | 6:4, 6:3            |
| 10. | 7. Juni 2015       | Fürth             | Sand          | Horacio Zeballos      | Íñigo Cervantes Renzo Olivo                    | 6:1, 6:3            |
| 11. | 13. Juni 2015      | Caltanissetta     | Sand          | Guido Andreozzi       | Lee Hsin-han Alessandro Motti                  | 6:3, 6:2            |
| 12. | 12. September 2015 | Genua             | Sand          | Horacio Zeballos      | Andrea Arnaboldi Alessandro Giannessi          | 7:5, 6:4            |
| 13. | 24. Oktober 2015   | Santiago de Chile | Sand          | Máximo González       | Andrej Martin Hans Podlipnik-Castillo          | 7:62, 7:5           |
| 14. | 7. November 2015   | Guayaquil (1)     | Sand          | Andrés Molteni        | Gastão Elias Fabrício Neis                     | 6:3, 6:4            |
| 15. | 9. Juni 2017       | Prostějov         | Sand          | Andrés Molteni        | Roman Jebavý Hans Podlipnik-Castillo           | 7:65, 6:75, [10:6]  |
| 16. | 1. Oktober 2017    | Orléans           | Hartplatz (i) | Andrés Molteni        | Jonathan Eysseric Tristan Lamasine             | 6:3, 6:74, [13:11]  |
| 17. | 6. Oktober 2018    | Campinas (1)      | Sand          | Hugo Dellien          | Franco Agamenone Fernando Romboli              | 7:5, 6:4            |
| 18. | 27. Oktober 2018   | Lima              | Sand          | Guido Andreozzi       | Ariel Behar Gonzalo Escobar                    | 2:6, 7:65, [10:5]   |
| 19. | 3. November 2018   | Guayaquil (2)     | Sand          | Roberto Quiroz        | Thiago Monteiro Fabrício Neis                  | 6:3, 6:2            |
| 20. | 11. November 2018  | Montevideo (1)    | Sand          | Guido Andreozzi       | Facundo Bagnis Andrés Molteni                  | 7:65, 6:4           |
| 21. | 18. November 2018  | Buenos Aires (1)  | Sand          | Guido Andreozzi       | Marcelo Demoliner Andrés Molteni               | 6:4, 4:6, [10:3]    |
| 22. | 26. Januar 2019    | Punta del Este    | Sand          | Guido Andreozzi       | Sander Gillé Joran Vliegen                     | 6:2, 6:76, [10:8]   |
| 23. | 6. April 2019      | Alicante          | Sand          | Thomaz Bellucci       | Gerard Granollers Pedro Martínez               | 2:6, 7:5, [10:5]    |
| 24. | 13. Juli 2019      | Braunschweig      | Sand          | Simone Bolelli        | Nathaniel Lammons Antonio Šančić               | 6:3, 6:2            |
| 25. | 17. April 2021     | Belgrad           | Sand          | Andrés Molteni        | Tomislav Brkić Nikola Čačić                    | 6:4, 6:4            |
| 26. | 3. Juli 2021       | Porto             | Hartplatz     | Guido Andreozzi       | Renzo Olivo Miguel Ángel Reyes Varela          | 6:75, 7:65, [11:9]  |
| 27. | 30. April 2022     | Tigre             | Sand          | Felipe Meligeni Alves | Luciano Darderi Juan Bautista Torres           | 3:6, 6:4, [10:3]    |
| 28. | 14. Mai 2022       | Coquimbo          | Sand          | Nicolás Mejía         | Diego Hidalgo Cristian Rodríguez               | 6:4, 1:6, [10:7]    |
| 29. | 18. Juni 2022      | Corrientes        | Sand          | Guido Andreozzi       | Nicolás Álvarez Murkel Dellien                 | 7:5, 6:2            |
| 30. | 9. Juli 2022       | Todi (2)          | Sand          | Guido Andreozzi       | Romain Arneodo Jonathan Eysseric               | 6:1, 2:6, [10:6]    |
| 31. | 1. Oktober 2022    | Buenos Aires (2)  | Sand          | Guido Andreozzi       | Román Andrés Burruchaga Facundo Díaz Acosta    | 6:0, 7:5            |
| 32. | 15. Oktober 2022   | Rio de Janeiro    | Sand          | Guido Andreozzi       | Karol Drzewiecki Jakub Paul                    | 6:3, 6:2            |
| 33. | 5. November 2022   | Guayaquil (3)     | Sand          | Guido Andreozzi       | Facundo Díaz Acosta Luis David Martínez        | 6:0, 6:4            |
| 34. | 19. November 2022  | São Leopoldo      | Sand          | Guido Andreozzi       | Felipe Meligeni Alves João Lucas Reis da Silva | 5:1 aufgg.          |
| 35. | 26. November 2022  | Temuco            | Hartplatz     | Guido Andreozzi       | Luis David Martínez Jeevan Nedunchezhiyan      | 6:4, 6:2            |
| 36. | 28. Januar 2023    | Concepción        | Sand          | Guido Andreozzi       | Luciano Darderi Oleh Prychodko                 | 7:61, 6:73, [10:7]  |
| 37. | 8. Oktober 2023    | Campinas (2)      | Sand          | Guido Andreozzi       | Diego Hidalgo Cristian Rodríguez               | 7:64, 6:3           |
| 38. | 18. November 2023  | Montevideo (2)    | Sand          | Guido Andreozzi       | Boris Arias Federico Zeballos                  | 2:6, 7:62, [10:8]   |
| 39. | 3. Februar 2024    | Piracicaba        | Sand          | Guido Andreozzi       | Daniel Dutra da Silva Pedro Sakamoto           | 6:2, 7:65           |
| 40. | 20. Juli 2024      | Amersfoort        | Sand          | Marcelo Demoliner     | Jay Clarke David Stevenson                     | 7:62, 6:4           |
| 41. | 27. Juli 2024      | Verona            | Sand          | Marcelo Demoliner     | Janaki Milew Petar Nesterow                    | 6:76, 7:63, [15:13] |

#### Finalteilnahmen
| Nr. | Datum            | Turnier      | Belag | Partner              | Finalgegner                        | Ergebnis          |
| --- | ---------------- | ------------ | ----- | -------------------- | ---------------------------------- | ----------------- |
| 1.  | 16. Februar 2020 | Buenos Aires | Sand  | Juan Ignacio Londero | Marcel Granollers Horacio Zeballos | 4:6, 7:5, [16:18] |

## Abschneiden bei Grand-Slam-Turnieren

### Doppel
| Turnier         | 2015 | 2016 | 2017 | 2018 | 2019 | 2020 | 2021 | 2022 | 2023 | Karriere |
| --------------- | ---- | ---- | ---- | ---- | ---- | ---- | ---- | ---- | ---- | -------- |
| Australian Open | —    | 1    | 1    | 1    | 1    | 1    | 1    | —    | 1    | 1        |
| French Open     | —    | 1    | —    | 1    | AF   | —    | —    | —    | 1    | AF       |
| Wimbledon       | 2    | 2    | 1    | —    | 1    |      | —    | —    | 1    | 2        |
| US Open         | 1    | 1    | 1    | —    | 1    | —    | —    | —    | 1    | 1        |

Zeichenerklärung: S = Turniersieg; F, HF, VF, AF = Einzug ins Finale / Halbfinale / Viertelfinale / Achtelfinale; 1, 2, 3 = Ausscheiden in der 1. / 2. / 3. Hauptrunde; Q1, Q2, Q3 = Ausscheiden in der 1. / 2. / 3. Qualifikationsrunde; nicht ausgetragen